# Рибине
Рибине е река в Северозападна България, област Враца – общини Враца и Криводол и Област Монтана – община Бойчиновци, десен приток на река Огоста. Дължината ѝ е 47 км.
Река Рибине се образува от няколко потока, спускащи се по долове в северните склонове на плaнинския рид Милин камък в Предбалкана. Южно от село Девене поточетата се събират в едно течение и се образува река Рибине. След селото реката завива на изток, а 4 км по-нататък, рязко на северозапад. На 2,6 км западно от село Лесура Рибине прави нов завой, този път на север и при село Бели брод се влива отдясно в река Огоста на 65 м н.в.
Площта на водосборния басейн на реката е 269 км2, което представлява 8,5% от водосборния басейн на река Огоста. Максималният отток е през април, а минималният – август.
Списък на притоците на река Рибине: → ляв приток ← десен приток:
- → Раковец
- → Ливадска бара

По течението ѝ са разположени 4 села:
- Област Враца

- Община Враца – Девене и Три кладенци;
- Община Криводол – Лесура;

- Област Монтана

- Община Бойчиновци – Бели брод.

Водите на река Рибине и нейните притоци се използват главно за напояване, като за целта са изградени няколко микроязовира – „Чирен-3“, „Девене“, „Три кладенци“, „Лесура“, „Гайтан“ и др.
В горното течение на реката, покрай левият ѝ бряг, в района на село Девене на протежение от 6,5 км преминава второкласен път № 13 от Държавната пътна мрежа Крапчене – Борован – Кнежа – Долни Дъбник.

## Топографска карта
- Лист от карта K-34-24. Мащаб: 1 : 100 000.